# تريون (جورجيا)
تريون (بالإنجليزية: Trion, Georgia)‏ هي بلدة تقع في مقاطعة تشاتوغا، جورجيا بولاية جورجيا في الولايات المتحدة. تبلغ مساحتها 10.3 (كم²)، وترتفع عن سطح البحر 201 م، بلغ عدد سكانها 1993 نسمة في عام 2000 حسب إحصاء مكتب تعداد الولايات المتحدة وتصل الكثافة السكانية فيها 193.5 نسمة/كم2.

## أعلام
- ريك كامب

## وصلات خارجية
- The US50 - Cities and Towns in Georgia State
- Georgia Cities and Towns, Facts, Map, Flag, Colleges, Government, and More